# Saut à la perche masculin aux championnats du monde d'athlétisme 2022
Pour des articles plus généraux, voir Championnats du monde d'athlétisme 2022 et Saut à la perche aux championnats du monde d'athlétisme.
Navigation
Doha 2019 Budapest 2023
L'épreuve du saut à la perche masculin des championnats du monde de 2022 se déroule les 22 et 24 juillet 2022 au sein du stade Hayward Field à Eugene, aux États-Unis.

## Mimimas de qualification
Le minima de qualification est fixé à 5,80 m, la période de qualification est comprise entre le 27 juin 2021 et le 26 juin 2022.

## Résultats

### Finale
| Rang               | Athlète              | Pays        | 5.55 | 5.70 | 5.80 | 5.87 | 5.94 | 6.00 | 6.06 | 6.21 | Marque | Notes |
| ------------------ | -------------------- | ----------- | ---- | ---- | ---- | ---- | ---- | ---- | ---- | ---- | ------ | ----- |
| Médaille d'or      | Armand Duplantis     | Suède       | –    | o    | –    | xo   | o    | o    | o    | xo   | 6.21   | WR    |
| Médaille d'argent  | Chris Nilsen         | États-Unis  | o    | o    | o    | xo   | o    | xxx  |      |      | 5.94   |       |
| Médaille de bronze | Ernest Obiena        | Philippines | o    | xo   | o    | o    | xo   | xxx  |      |      | 5.94   | AR    |
| 4                  | Thiago Braz          | Brésil      | o    | o    | xo   | o    | xx–  | x    |      |      | 5.87   |       |
| 5                  | Oleg Zernikel        | Allemagne   | o    | o    | o    | xo   | xxx  |      |      |      | 5.87   | PB    |
| 5                  | Renaud Lavillenie    | France      | –    | o    | –    | xo   | xxx  |      |      |      | 5.87   | SB    |
| 7                  | Bo Kanda Lita Baehre | Allemagne   | xo   | xo   | xxo  | xxo  | xxx  |      |      |      | 5.87   |       |
| 8                  | Ersu Şaşma           | Turquie     | xo   | xo   | o    | xxx  |      |      |      |      | 5.80   | =NR   |
| 9                  | Pål Lillefosse       | Norvège     | o    | –    | xo   | xxx  |      |      |      |      | 5.80   |       |
| 10                 | Sondre Guttormsen    | Norvège     | o    | o    | xxx  |      |      |      |      |      | 5.70   |       |
| 11                 | Ben Broeders         | Belgique    | xxo  | o    | xxx  |      |      |      |      |      | 5.70   |       |
|                    | Menno Vloon          | Pays-Bas    | xxx  |      |      |      |      |      |      |      | NM     |       |

### Qualifications
Qualification : 5.80 m (Q) ou les 12 meilleurs sauteurs (q) se qualifient pour la finale,.
| Rang | Groupe | Athlète              | Pays            | 5.30 | 5.50 | 5.65 | 5.75 | 5.80 | Marque | Notes |
| ---- | ------ | -------------------- | --------------- | ---- | ---- | ---- | ---- | ---- | ------ | ----- |
| 1    | A      | Armand Duplantis     | Suède           | –    | –    | o    | o    |      | 5.75   | q     |
| 1    | A      | Chris Nilsen         | États-Unis      | –    | o    | o    | o    |      | 5.75   | q     |
| 1    | B      | Oleg Zernikel        | Allemagne       | –    | o    | o    | o    |      | 5.75   | q     |
| 4    | A      | Thiago Braz          | Brésil          | –    | o    | xxo  | o    |      | 5.75   | q     |
| 5    | B      | Ben Broeders         | Belgique        | –    | o    | o    | xo   |      | 5.75   | q     |
| 6    | B      | Ernest John Obiena   | Philippines     | –    | xo   | o    | xo   |      | 5.75   | q     |
| 6    | B      | Ersu Şaşma           | Turquie         | o    | o    | xo   | xo   |      | 5.75   | q     |
| 8    | A      | Renaud Lavillenie    | France          | –    | –    | xxo  | xo   |      | 5.75   | q     |
| 9    | A      | Bo Kanda Lita Baehre | Allemagne       | –    | o    | xo   | xxo  |      | 5.75   | q     |
| 9    | B      | Menno Vloon          | Pays-Bas        | o    | xo   | o    | xxo  |      | 5.75   | q     |
| 9    | A      | Pål Lillefosse       | Norvège         | –    | o    | xo   | xxo  |      | 5.75   | q     |
| 9    | B      | Sondre Guttormsen    | Norvège         | –    | –    | xo   | xxo  |      | 5.75   | q     |
| 13   | A      | Rutger Koppelaar     | Pays-Bas        | –    | o    | o    | xxx  |      | 5.65   |       |
| 14   | A      | Hussain Al-Hizam     | Arabie saoudite | xo   | o    | o    | xxx  |      | 5.65   | SB    |
| 15   | B      | Seito Yamamoto       | Japon           | o    | o    | xo   | xxx  |      | 5.65   |       |
| 15   | B      | Simen Guttormsen     | Norvège         | o    | o    | xo   | xxx  |      | 5.65   |       |
| 17   | B      | Luke Winder          | États-Unis      | xo   | o    | xo   | xxx  |      | 5.65   |       |
| 18   | A      | Thibaut Collet       | France          | –    | o    | xxo  | xxx  |      | 5.65   |       |
| 19   | A      | Harry Coppell        | Royaume-Uni     | o    | o    | xxx  |      |      | 5.50   |       |
| 19   | B      | Mikko Paavola        | Finlande        | o    | o    | xxx  |      |      | 5.50   |       |
| 19   | A      | Piotr Lisek          | Pologne         | –    | o    | xxx  |      |      | 5.50   |       |
| 22   | A      | Emmanouil Karalis    | Grèce           | –    | xo   | xxx  |      |      | 5.50   |       |
| 22   | A      | Tommi Holttinen      | Finlande        | o    | xo   | xxx  |      |      | 5.50   | SB    |
| 24   | B      | Huang Bokai          | Chine           | –    | xxo  | xxx  |      |      | 5.50   |       |
| 24   | B      | Robert Sobera        | Pologne         | –    | xxo  | xxx  |      |      | 5.50   |       |
| 24   | A      | Kurtis Marschall     | Australie       | –    | xxo  | xxx  |      |      | 5.50   |       |
| 27   | A      | Robert Renner        | Slovénie        | xo   | xxo  | xxx  |      |      | 5.50   |       |
| 28   | A      | Germán Chiaraviglio  | Argentine       | xo   | xxx  |      |      |      | 5.30   |       |
|      | B      | Andrew Irwin         | États-Unis      | xxx  |      |      |      |      | NM     |       |
|      | B      | Augusto Dutra        | Brésil          | –    | xxx  |      |      |      | NM     |       |
|      | A      | Torben Blech         | Allemagne       | xxx  |      |      |      |      | NM     |       |
|      | B      | Valentin Lavillenie  | France          | –    | xxx  |      |      |      | NM     |       |

## Légende
Records et Performances
- AR : Record continental (area record)
- CR : Record des championnats (championship record)
- MR : Record du meeting (meet record)
- NR : Record national (national record)
- OR : Record olympique (olympic record)
- PR : Record paralympique (paralympic record)
- PB : Record personnel (personal best)
- SB : Meilleure performance personnelle de la saison (season's best)
- WL : Meilleure performance mondiale de l'année (world leader)
- WJR : Record du monde junior (world junior record)
- WR : Record du monde (world record)

Circonstances et Conditions
- DNF : N'a pas terminé (did not finish)
- DNS : N'a pas pris le départ (did not start)
- DQ : Disqualification (disqualification)
- NM : Aucun essai valable enregistré (No Mark)
- Q : Qualifié « directement » au prochain tour (ou à la prochaine compétition), lors d'une compétition majeure, grâce au classement ou à la réalisation des minima (automatic qualifier)
- q : Qualifié au prochain tour (ou à la prochaine compétition), lors d'une compétition majeure, grâce au repêchage ou à la réalisation de l'une des meilleures performances parmi celles des « non qualifiés directement » (grâce au meilleur temps ou à la meilleure distance par exemple) (secondary qualifier)